# Partido Ciudadanos Unidos de Aragón
Ciudadanos Unidos de Aragón es un partido político de Aragón (España). Según sus estatutos el nombre completo es partido Ciudadanos Unidos de Aragón y las siglas pCUA.

## Ideología
El pCUA se define como aragonés y español al mismo nivel. Cree en el marco autonómico teniendo como tope principal los límites que marca la Constitución Española. Consideran necesaria la conservación de la verdadera cultura aragonesa, por lo que propugnan que la cultura aragonesa debe ser aprendida para que no caiga en el olvido y evitar que otras culturas, como la catalana, alteren su acervo cultural o se apropien de una cultura e historia "que no les pertenece". El pCUA es un partido que se considera heredero del foralismo liberal en España y por ello busca el desarrollo de Aragón bajo las señas de la identidad foral aragonesa.
El pCUA se define como un partido no confesional, no laico, de ideología liberal y reformista. Se declara heredera de la tradición humanista y cultural de raíz cristiana y greco-latina; de la Ilustración y del liberalismo.
Además:
1. Defiende la vida como bien inviolable.
2. Defiende y propugna la libertad del individuo, de la persona frente al colectivo y los poderosos; la libertad de opinión y de disentir en conciencia.
3. Propugna la igualdad de los ciudadanos ante la Ley y los Poderes Públicos, con independencia de su condición económica, social, cultural, religiosa, etc. Cree que todos los ciudadanos nacen libres e iguales en derechos y deberes.
4. Propugna la igualdad de oportunidades, sobre todo a través de la educación y el esfuerzo personal en habilidades y conocimientos.

## Ámbito territorial
El ámbito territorial del pCUA es la comunidad autónoma de Aragón teniendo como representante a Adolfo Herrera Wehbe y siendo su Secretario General. En 2010 el pCUA se coaligó con el Partido Liberal Balear (PLIB) formando el Proyecto Liberal Español (PLIE), cuyo presidente es el abogado mallorquín Francisco Fernández Ochoa, que es al mismo tiempo presidente del PLIB, convirtiéndose el secretario general del pCUA, en el vicepresidente del PLIE. El PLIE tiene aspiración de convertirse en la tercera vía liberal para España.

## Elecciones

### Elecciones autonómicas y municipales 2007
pCUA presentó candidaturas para dos de las tres provincias en las elecciones autonómicas y municipales de 2007 en Aragón.
Elecciones autonómicas de 2007
Presentaron candidaturas en las circunscripciones electorales de Teruel y Zaragoza. En Huesca no presentaron candidatura.
| Circunscripción electoral | Votos | %    |
| ------------------------- | ----- | ---- |
| Huesca                    | -     | -    |
| Teruel                    | 591   | 0,70 |
| Zaragoza                  | 1.872 | 0,40 |
| Total Aragón              | 2.463 | 0,37 |

Elecciones municipales de 2007
Presentaron candidaturas en dos capitales de provincia, Teruel y Zaragoza, y en la localidad turolense de Mora de Rubielos, en esta última lograron 3 concejales Obtuvieron también un representante comarcal en la comarca de Gúdar-Javalambre.
| Municipio        | Provincia | Votos | %     | Concejales |
| ---------------- | --------- | ----- | ----- | ---------- |
| Mora de Rubielos | Teruel    | 258   | 28,67 | 3          |
| Teruel           | Teruel    | 115   | 0,69  | 0          |
| Zaragoza         | Zaragoza  | 1.192 | 0,39  | 0          |

### Elecciones generales de 2008
El pCUA se presentó a las elecciones generales de 2008.
Tras declarar su disposición a concurrir en coalición con UPyD, esta no se llevó a cabo.
El pCUA presentó candidaturas en las tres provincias de Aragón, tanto al Congreso como al Senado, obteniendo unos resultados testimoniales.

### Elecciones municipales de España de 2015
En Mora de Rubielos de cara a las elecciones municipales de 2015 los miembros hasta entonces de Partido Ciudadanos Unidos de Aragón se pasaron a Partido Aragonés.

### Elecciones municipales de España de 2023
Se presentarán exclusivamente a las elecciones municipales en Aragón y no a todos los municipios. 
De cara a autonómicas 2023 y generales 2023 no se presentan.